# Ilkka Suominen
Pour les articles homonymes, voir Suominen.
Ilkka Olavi Suominen (né le 8 avril 1939 à Nakkila et mort le 23 mai 2022 à Helsinki) est un homme politique finlandais du Parti de la coalition nationale.
Il est président du Conseil nordique en 1992,,.